# Material de canvi de fase

Diagrama de canvis de fase de la matèria.

Un material de canvi de fase (amb acrònim anglès PCM) és una substància que allibera/absorbeix suficient energia en la transició de fase per proporcionar calor o refrigeració útils. Generalment la transició serà d'un dels dos primers estats fonamentals de la matèria -sòlid i líquid- a l'altre. La transició de fase també pot ser entre estats no clàssics de la matèria, com ara la conformitat dels cristalls, on el material passa de conformar-se a una estructura cristal·lina a conformar-se amb una altra, que pot ser un estat d'energia superior o inferior.
L'energia alliberada/absorbida per la transició de fase de sòlid a líquid, o viceversa, la calor de fusió és generalment molt superior a la calor sensible. El gel, per exemple, requereix 333,55 J/g per fondre, però aleshores l'aigua augmentarà un grau més amb l'addició de només 4,18 J/g. L'aigua/gel és, per tant, un material de canvi de fase molt útil i s'ha utilitzat per emmagatzemar el fred a l'hivern i refredar els edificis a l'estiu, almenys des de l'època de l'Imperi aquemènida.

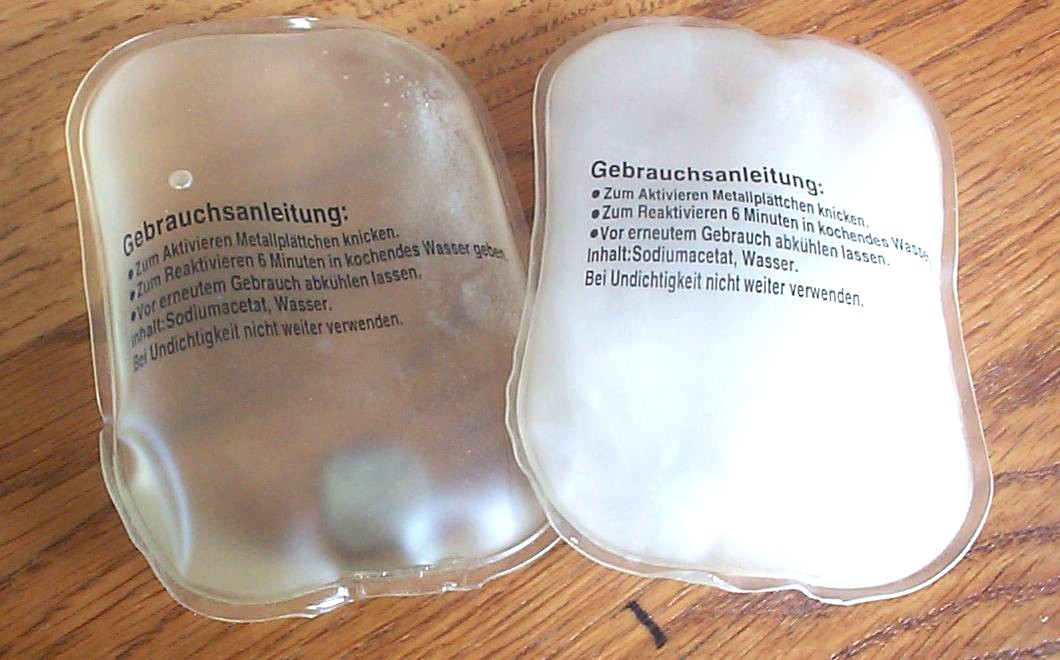
Un coixinet escalfador d'acetat de sodi. Quan la solució d'acetat de sodi cristal·litza, s'escalfa.

Mitjançant la fusió i la solidificació a la temperatura de canvi de fase (PCT), un PCM és capaç d'emmagatzemar i alliberar grans quantitats d'energia en comparació amb l'emmagatzematge de calor sensible. La calor s'absorbeix o allibera quan el material passa de sòlid a líquid i viceversa o quan canvia l'estructura interna del material; En conseqüència, els PCM es coneixen com a materials d'emmagatzematge de calor latent (LHS).
Hi ha dues classes principals de materials de canvi de fase: materials orgànics (que contenen carboni) derivats del petroli, de les plantes o dels animals; i els hidrats de sal, que generalment utilitzen sals naturals del mar o de jaciments minerals o són subproductes d'altres processos. Una tercera classe és el canvi de fase sòlida a sòlida.
Els PCM s'utilitzen en moltes aplicacions comercials diferents on cal emmagatzematge d'energia i/o temperatures estables, incloent, entre d'altres, coixinets de calefacció, refrigeració per a caixes de commutació telefònica i roba.
Les aplicacions dels materials de canvi de fase inclouen, però no es limiten a:
- Emmagatzematge d'energia tèrmica, com el FlexTherm Eco[4] de Flamco.
- Cuina solar.
- Bateria d'energia freda.
- Condicionament d'edificis, com ara 'emmagatzematge de gel'.
- Refrigeració de calor i motors elèctrics.
- Refrigeració: aliments, begudes, cafè, vi, productes lactis, hivernacles.
- Retard la formació de gel i gel a les superfícies.[5]
- Aplicacions mèdiques: transport de sang, taules d'operacions, teràpies calent-fred, tractament de l'asfíxia del naixement.[6][7]
- El cos humà es refreda sota roba o vestits voluminosos.
- Recuperació de calor residual.
- Ús d'energia fora de punta: calefacció aigua calenta i refrigeració.
- Sistemes de bombes de calor.
- Emmagatzematge passiu en edifici/arquitectura bioclimàtic (HDPE, parafina).
- Suavitzar els pics de temperatura exotèrmics en les reaccions químiques.
- Centrals d'energia solar.
- Sistemes tèrmics de naus espacials.
- Confort tèrmic en vehicles.
- Protecció tèrmica d'aparells electrònics.
- Protecció tèrmica dels aliments: transport, hostaleria, gelateria, etc.
- Tèxtils utilitzats en roba
- Refrigeració per ordinador.
- Refrigeració d'entrada de turbina amb emmagatzematge d'energia tèrmica.
- Refugis de telecomunicacions a les regions tropicals. Protegeixen els equips d'alt valor del refugi mantenint la temperatura de l'aire interior per sota del màxim permès absorbint la calor generada per equips que consumeixen energia, com ara un subsistema d'estació base. En cas d'una fallada elèctrica als sistemes de refrigeració convencionals, els PCM minimitzen l'ús de generadors dièsel, i això es pot traduir en un estalvi enorme en milers de llocs de telecomunicacions als tròpics.